# 괴산군수
괴산군수는 충청북도 괴산군의 군수이다.

## 같이 보기
- 괴산군수 선거